# Théodore Hersart de La Villemarqué
Pour les autres membres de la famille, voir Famille Hersart de La Villemarqué.
Théodore Hersart, vicomte de La Villemarqué (6 juillet 1815 à Quimperlé - 8 décembre 1895 à Quimperlé), est un philologue français spécialiste de la culture bretonne. Il est notamment connu comme auteur du Barzaz Breiz, recueil de chants populaires bretons.

## Formation
Né dans une famille légitimiste, La Villemarqué voit le jour dans l'hôtel particulier de ses parents, à Quimperlé. Ceux-ci possèdent également le manoir du Plessis, situé dans la paroisse de Nizon, aux alentours de Pont-Aven, où il passe une grande partie de son enfance. Son père, le comte Pierre-Michel-François-Marie-Toussaint Hersart de La Villemarqué (1775-1843), est député du Finistère de 1815 à 1827 et maire de Nizon. Ultraroyaliste dans la Chambre introuvable, il se rallie ensuite à la politique ministérielle. Marié à Hennebont le 6 novembre 1798 à Marie-Ursule-Claude-Henriette Feydeau de Vaugien (1776-1847), dame du Plessis-Nizon, il a eu avec elle huit enfants : Pauline-Henriette-Marie-Thérèse, née en 1799 ; Sidonie-Aline-Constance, née en 1801 ; Camille-Marie-Charlotte, née en 1803 ; Ermine-Renée-Sainte, née en 1805 ; Hortense-Claire-Armande, née en 1808 ; Justine-Thérèse-Marie, née le 27 juin 1810 ; Cyprien-Pierre-Hipolite, né le 26 septembre 1812 ; et enfin Théodore-Claude-Henry né le 6 juillet 1815,.

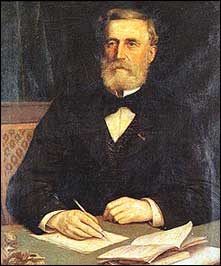
Portrait de Théodore Hersart, 1884, par Évariste-Vital Luminais.

Avec d'autres, qu'il s'agisse d'Aymard de Blois de la Calande (1760-1852), de Barbe-Émilie de Saint-Prix (1789-1869) ou du comte de Kergariou (1779-1849), la mère de La Villemarqué collecte des textes de la littérature orale bretonne.
Étudiant au collège jésuite de Sainte-Anne d'Auray dès l'âge de dix ans puis aux petits séminaires de Guérande (à partir de 1827) et de Nantes (à partir de 1830),, il se présente à l'examen du baccalauréat devant la faculté des lettres de Rennes et obtient son diplôme le 30 octobre 1833. En 1834, il se rend à Paris, pour entrer à la faculté de droit. Toutefois, ayant lu The Myrvyrian Archaiology of Wales d'Edward Williams, il se tourne vers les études médiévales et bretonnes, thèmes qui font l'objet d'études à Paris et suscitent un grand intérêt parmi les chercheurs romantiques, comme Jean-François-Marie Le Gonidec. Abandonnant le droit, il suit les cours de l'École des chartes, d'abord en auditeur libre, avant de s'inscrire en 1836,. Dès cette année, de même, il commence la préparation du Barzaz Breiz. Dans ce cadre, il prend des cours de breton, langue dont il n'a alors qu'une connaissance imparfaite, auprès de l'abbé Jean-Guillaume Henry (1803-1880), futur relecteur et « correcteur » du recueil,, et à ce titre appelé « l'éminence grise de La Villemarqué ».
Pendant ses vacances au manoir, il collecte à son tour des chants en breton qu'il transcrit avec leur musique sur des carnets de collecte. Conservés par la famille, trois cahiers ont été remis en 1964 par son arrière-petit-fils, le général de La Villemarqué, au chercheur Donatien Laurent. Le premier de ces carnets contient des chants notés surtout à Nizon.

## L'expérience du panceltisme
Invité par Lady Augusta Hall et la Cymdeithas Cymreigyddion y Fenny (société des galloisants d’Abergavenny), La Villemarqué prend la tête d'une délégation bretonne composée de Carné, Mauduit, Francheville, Boisrouvray et Marallac'h, ils partent en octobre 1838 pour le Pays de Galles, pour y « étudier à leur source et comparer entre eux l'idiome et les monuments d'origine celtique ». Le 11 octobre 1838, il est reçu à Abergavenny comme barde — sous le nom de « Barz Nizon » (le barde de Nizon) — au sein du collège néodruidique gallois, la « Gorsedd des Druides, Bardes et Ovates de Grande-Bretagne ». Avec les Gallois, il jette les bases du Congrès celtique international. À son retour en France, il fonde (en 1843 ou en 1857) une « Fraternité des Bardes de Bretagne » (Breuriez Breiz) approuvée par l’archidruide de Galles, mais n'aboutit pas à la création d'une Gorsedd, et l’association disparaît après la mort de La Villemarqué, en 1895.

## LeBarzaz Breiz
En août 1837, La Villemarqué avait proposé à Salvandy, ministre de l'Instruction publique, de publier un recueil de Chants populaires de la Bretagne-Armorique, afin de contribuer à l'histoire de France. Transmise au Comité des travaux historiques, sa demande avait été rejetée en février 1838.

De retour à Paris, il publie à ses frais en août 1839 le Barzaz Breiz, chants populaires de la Bretagne qui lui donne à 24 ans un certain succès mondain et littéraire. Il parvient à retrouver des marins qui chantaient encore la chanson qui vantait les mérites de Jean-Baptiste Le Mancq, pilote de la frégate la Surveillante (1778) et de son capitaine le chevalier Charles Louis du Couëdic. À la même époque, en effet, Gérard de Nerval essaie de retrouver les chants populaires du Valois, George Sand ceux du Berry. Cette dernière exprime d'ailleurs son admiration pour « les diamants du Barzaz Breiz », lors de la parution de la seconde édition en 1845, et invente à ce propos le concept de littérature orale. Les mélodies, qu'il a également collectées, sont rassemblées en fin de recueil. Une deuxième édition augmentée paraît en 1845. Les textes édités sont rédigés dans un breton exempt de mots français et précédés d'une notice où perce, de l'avis de plusieurs chercheurs, une vision légitimiste,,,,, aristocratique et/ou nationaliste de la Bretagne,,,. Yves Le Berre, de son côté, juge que l'appropriation du Barzaz Breiz par les nationalistes bretons au XXe siècle est un contresens et que La Villemarqué défend, en fait, le rôle social et politique de l'aristocratie terrienne et de la religion catholique dans la France bourgeoise du XIXe siècle. À l'opposé d'un Olier Mordrel, il considère qu'il n'a jamais été séparatiste. Quant à sa candidature aux élections de 1849 dans le Finistère sous l'étiquette républicaine, signalée par Louis Ogès, alors qu'il était lié aux légitimistes, Louis Le Guillou la considère comme « une incursion [...] chez les démocrates ». Dans sa profession de foi du 27 avril 1849, il affirme : 

« J'ai accepté, avec les représentants de la nation, la République démocratique modérée, et je veux lui donner mon concours loyal et sincère.
Je veux le maintien de la Constitution solennellement proclamée par l'Assemblée nationale. »

Grandement nourri du romantisme européen, son travail correspond au modèle d'édition d'une littérature populaire vivante, rassemblée et stylisée, établi par les frères Grimm, qu'on retrouve également chez le serbe Karadžić ou le Finnois Lönnrot.
Même si ce n'est pas un succès de librairie avec seulement 500 exemplaires pour l'édition de 1839, 2 000 exemplaires pour celle de 1845, 2 500 exemplaires pour celle de 1867, le Barzaz Breiz connaît un succès immédiat, parmi les lettrés de la capitale, pour deux raisons : la beauté poétique de l'édition de La Villemarqué et l'attente idéologique, parmi les Bretons, de textes prouvant leur identité historique. Dans ce contexte, l'accueil eût été favorable dans certains milieux, même s'il s'était agi d'une supercherie similaire à celle d'Ossian. Destinés à un public de lettrés, et non à des « bretonnants » du peuple, ses écrits ont un écho tout à fait réduit parmi la population bretonnante, mais ils ont une influence considérable sur le monde des lettrés bretonnants et hors de Bretagne. Yves Le Berre signale qu'en 1850, les paysans bretons ne lisent pas le Barzaz-Breiz, parmi les textes en breton, mais la Vie des Saints, les chansons sur feuilles volantes, tandis que leurs femmes et leurs filles lisent les Heures et les Mois de Marie, leurs enfants le catéchisme,.
La Villemarqué appartient à un mouvement littéraire et culturel regroupant, dans les années 1840, « de jeunes aristocrates et bourgeois d'origine bretonne » qui vivent la plupart du temps à Paris qui s'intéressent à la Bretagne et « une partie du clergé de Basse-Bretagne, sous la houlette de Mgr Graveran, évêque de Quimper et de Léon depuis 1840 ». Animés par des « intérêts plus culturels pour les uns (l'histoire, la poésie, la langue...), plus politiques ou idéologiques pour les autres (notamment par la vision de la langue bretonne comme un cordon sanitaire, un rempart empêchant les idées nouvelles d'entrer en Basse-Bretagne) », ils se vivent comme la « "renaissance" d'une sorte d'école littéraire et philologique dont le grammairien et lexicologue Le Gonidec est l'"âme" ». Ce groupe incarne, pour La Villemarqué, « l'esprit des temps nouveaux ».

## Le dictionnaire français-breton
Il soutient les travaux linguistiques de Jean-François Le Gonidec, Tad ar brezhoneg pour les uns, « père de la tradition normative en Bretagne » pour les autres, auteur d'une Grammaire celto-bretonne (1807) qui est la première à décrire le phénomène des mutations et à traiter du genre des noms, qui a également publié un Dictionnaire celto-breton en 1821.
La Villemarqué publie, en 1850, une nouvelle édition du Dictionnaire français-breton de Le Gonidec, augmenté et précédé d'un Essai sur l'avenir de la langue bretonne. Dans ce texte, il se fait, comme Le Gonidec avant sa mort en 1836, le promoteur d'une orthographe simplifiée et d'une grammaire normative destinées à fixer et unifier le breton, dispersé dans les variétés dialectales. Le breton abandonne les conventions françaises (désormais, le breton écrit « k » quand, en français, le même son s'écrit « c, q, cq, k, ck » par exemple), la langue est débarrassée, selon Hervé Abalain, de ses « emprunts inutiles au français ». Cette orthographe et les traductions en breton de Le Gonidec, notamment la Bible, provoquent des querelles parmi leurs contemporains, notamment dans le clergé, « entre autres raisons parce qu'elles ne tiennent pas compte de la diversité dialectale du breton parlé » d'après certains. C'est cette orthographe qui sera en partie adoptée par François-Marie Luzel dans le Mystère de Sainte-Tryphine (avec l'utilisation systématique de « k »), alors qu'il semble s'y opposer dans les Soniou.

## Famille et honneurs
Le 9 novembre 1846, il épouse à Paris Sébastienne-Marie-Anne-Clémence Tarbé des Sablons (née en 1827 à Pau, morte le 16 mars 1870), fille d'Adolphe-Pierre Tarbé des Sablons, conseiller à la cour de cassation né à Melun le 6 janvier 1796, mort le 11 janvier 1844, et de Marie-Fécilité Chauvet,. Ensemble, ils ont quatre enfants : Marie-Thérèse-Perrine-Joséphine, née dans le 11e arrondissement de Paris le 15 octobre 1847 ; Ursule-Marie-Charlotte, né à Paris le 17 mars 1849 ; Geoffroy, né à Paris le 22 février 1851 ; Pierre-Marie-Joseph, futur biographe de son père, né à Quimperlé le 3 mai 1854.
En 1855, il prend la présidence de la Nouvelle Association bretonne, fondée en 1843 dans des buts agricole, historique et archéologique, et la conserve jusqu'à sa dissolution, en 1859.
Cumulant les honneurs, il reçoit la Légion d'honneur le 6 mai 1846, avant d'être élu, le 21 mai 1858, membre libre de l'Académie des inscriptions et belles-lettres. Considéré comme un des savants européens les plus éminents en matière de traditions populaires, il correspond avec ses pairs, parmi lesquels les frères Grimm.

## La «querelle du Barzaz Breiz»

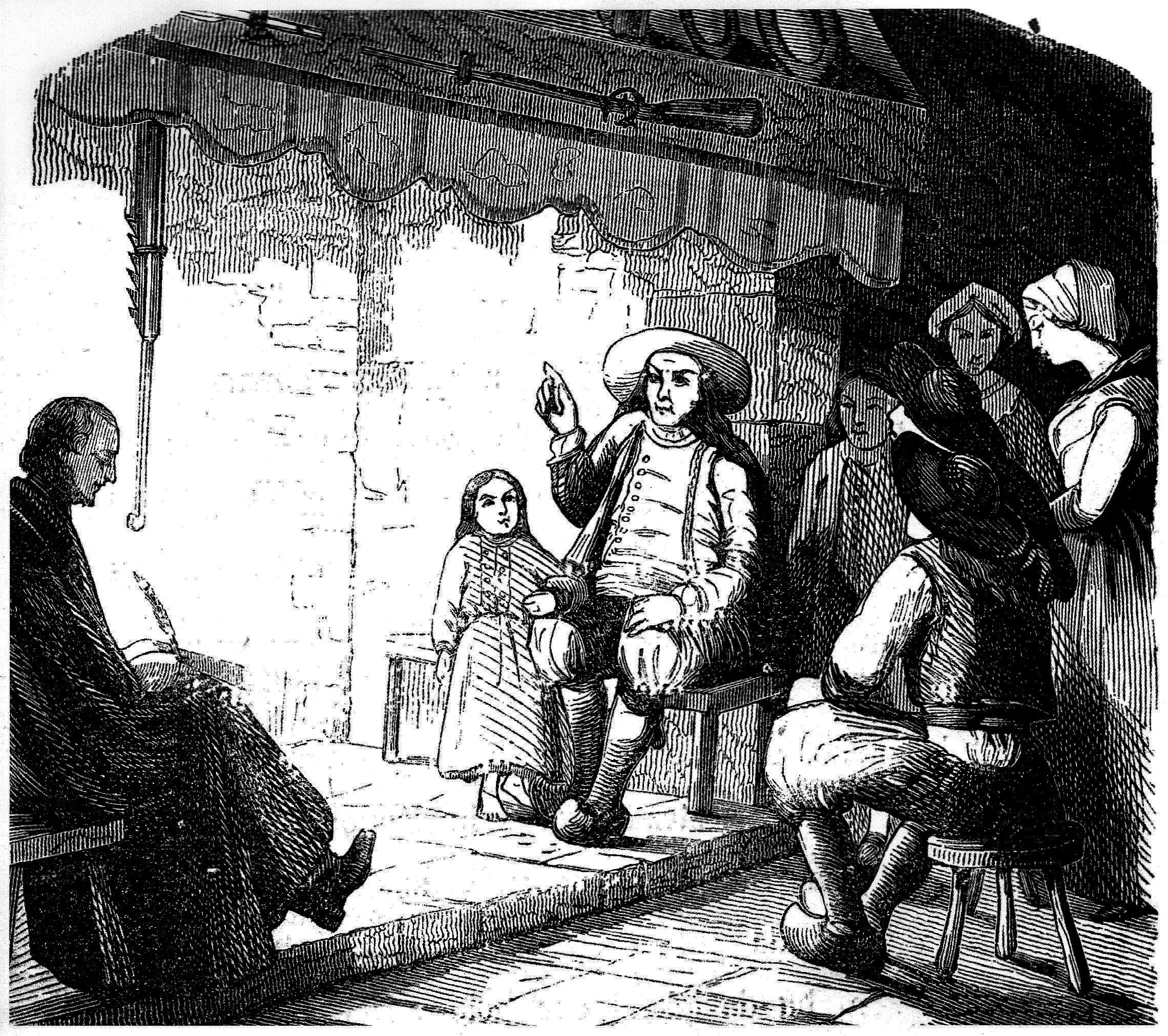
La Villemarqué à 30 ans transcrivant une chanson.

Sa démarche, proche de celle des deux philologues allemands, se heurte, à partir des années 1860 et 1870, aux avancées des chercheurs qui, comme François-Marie Luzel, adoptent des méthodes de transcription critique de l'oralité. À la suite d'Ernest Renan, auteur en 1854 d'une critique parue dans la Revue des deux Mondes dans laquelle, le premier, il s'interroge sur les commentaires encadrant les chants du Barzaz Breiz pour prouver leur authenticité, plusieurs chercheurs bretons, en particulier Luzel (dans Gwerzioù Breiz-Izel, chants populaires de la Basse-Bretagne) et Joseph Loth, remettent en cause l'authenticité du Barzaz Breizh, lui reprochant d'avoir, d'une part, falsifié les textes collectés au moment de leur transcription, de l'autre, exagéré l'ancienneté de nombre de poèmes. C'est également le cas du géographe Guillaume Le Jean (1824-1871) et d'Anatole Le Braz,. En 1867, au congrès de l'Association bretonne, à Saint-Brieuc, Luzel suscite une polémique en attaquant le maître sur le terrain de l'exactitude dans le recueil des textes, car ses collectes dans le Trégor ne lui ont pas permis de retrouver les chants tels que retranscrits par La Villemarqué, celui-ci ne répond pas. Cette ligne de conduite ne varie guère, par la suite, hormis quelques aveux sur sa « légèreté » de jeune collecteur, due selon lui à l'absence de méthode scientifique de collecte sous la monarchie de Juillet. La querelle reprend lors du Congrès des Sociétés savantes de France, à Saint-Brieuc, en 1872. Puis Luzel reprend ses critiques dans la préface à ses Contes populaires de Basse-Bretagne en 1887. Selon Paul Sébillot, La Villemarqué, s'il avait pu se la rappeler, aurait fourni la provenance de ses œuvres ainsi que les modifications qu'il avait apportées à celles d'origine. Mais sur ce point, le chercheur Fañch Postic signale que « comme Luzel quelque trente années plus tôt, Sébillot se trompe probablement ». Ces conflits n'empêchent pas Luzel et La Villemarqué de collaborer, à Quimper, au sein de la Société archéologique du Finistère, dont Luzel devient trésorier et dont La Villemarqué est le président inamovible à partir de 1876.
Toujours en 1867, le celtologue Henri d'Arbois de Jubainville critique les changements réalisés dans le texte par La Villemarqué, entre la 1re et la 6e édition, afin « de plier les chansons bretonnes aux exigences des dictionnaires et de la grammaire de Le Gonidec » et les modifications qui, pour être d'une « très rare exception », contreviennent aux exigences de l'établissement rigoureux d'un texte. Le même considère que Le Grand mystère de Jésus publié par La Villemarqué en 1865 est « l'imitation d'un composition française » et qu'« il ne remonte pas à la date reculée » qu'il lui attribue.
Si ces critiques lui reprochent son défaut de méthode scientifique et peuvent considérer l'œuvre comme un faux, ils admirent ses qualités littéraires. Celles-ci lui valent d'être traduit en plusieurs langues.
La Villemarqué meurt en décembre 1895, dix mois après Luzel.

## Épilogue
En 1959, Francis Gourvil soutient une thèse sur le Barzaz Breiz dans laquelle, à la suite de Le Men, Jubainville ou Luzel, il considère que ses chants ne constituent pas une source fiable pour étudier l'histoire ou la langue bretonne car, modifiés et inventés, ils ne reflètent pas les sentiments du peuple breton,. L'année suivante, dans En ur lenn Barzaz Breiz, l'écrivain breton Abeozen s'oppose aux thèses de Gourvil.
La découverte, en 1964, et l'étude s'étalant sur dix ans (pour le premier carnet) et non encore achevée aujourd'hui (pour les deux autres carnets), par Donatien Laurent, des carnets de collecte de La Villemarqué montre qu'il avait bien recueilli la plupart des matériaux qui lui avaient servi à élaborer son Barzaz-Breiz et permis de mesurer le toilettage opéré avant leur édition, ses remaniements,, ; « l'auteur a parfois arrangé des chants, compilé plusieurs versions, ajouté des éléments et quelquefois, semble-t-il, inventé des textes ». Des recherches sur l'identification des chanteurs de La Villemarqué débutées en 1907 par son fils Pierre de La Villemarqué, poursuivies par Jean-René Gouriou, puis en 1974 par Donatien Laurent, et complétées en 2006 et 2007 par Goulven Peron,, ont aussi montré que la plupart des chanteurs cités par La Villemarqué avaient bien existé. Pour John T. Koch, il apparaît que certains de ces textes sont des créations littéraires de La Villemarqué, en particulier les matériaux ajoutés lors des éditions postérieures. Il est également possible que La Villemarqué se soit servi de textes douteux fournis par un ou plusieurs de ses informateurs dont il a été montré que beaucoup d'entre eux étaient des paysans relativement aisés et cultivés,. Fañch Postic considère « qu'il n'est désormais plus possible de s'en tenir aux interprétations très négatives de F. Gourvil et du chanoine Falc'hun », même s'« il est bien évident que La Villemarqué a beaucoup "retouché" la tradition orale ».
Ces travaux, comme l'explique Nelly Blanchard dans sa thèse sur le Barzaz Breiz publiée en 2006, ont permis de mettre en avant la complexité de l'ouvrage, qu'il convient moins de considérer comme un recueil de chants populaires que « comme un texte d'auteur illustré par des chants » : les chants en breton et leur traduction n'occupent que la moitié du texte, la version en breton étant même rejetée en bas de page, dans une taille de police très petite, dans la dernière édition. Le préambule, l'introduction, les arguments, notes et éclaircissements occupent l'autre moitié. Dans ces derniers textes, La Villemarqué prétend faire remontrer les plus anciens de ces chants, censés traduire l'âme éternelle de la Bretagne, aux bardes bretons des Ve et VIe siècles. Pour Nicolas Koberich, « même s'il ne s'agit pas d'une création pure d'Hersart de La Villemarqué, ainsi que l'affirmait Ernest Renan », qui avait pointé en 1859 les « hypothèses plus ingénieuses que solides » de ses notes et éclaircissements, « mais d'une émanation d'un folklore tardif, il est difficile de considérer ces chants », regardés par certains intellectuels de l'époque comme étant à l'origine des grandes gestes arthuriennes, « ni même leurs prototypes, comme antérieurs aux premiers romans médiévaux ».
Son influence posthume a été considérable en Bretagne et à l'étranger. De nombreux lettrés bretonnants se mettent à écrire dans cette langue à partir des années 1840 : Auguste Brizeux (Telen Arvor, « La Harpe d'Armor », 1839, ou Furnez Breiz, « La Sagesse bretonne », 1855), Prosper Proux (dont les Kanaouennou gret gant eur C'hernevod, « Chansons d'un Cornouaillais », sont antérieurs au Barzaz Breiz) ou l'abbé Guillome, qui imite Les Géorgiques dans Livr el Labourer (« Le Livre du laboureur », 1849). Dans son anthologie Les Bardes et Poètes nationaux de la Bretagne armoricaine, Camille Le Mercier d'Erm recense 81 poètes pour l'ensemble du XIXe siècle, cinq seulement ayant précédé le Barzaz Breiz, dont deux bretonnants. Même si, comme le signale Nelly Blanchard, « peu de gens certainement » ont véritablement lu le Barzaz Breiz, texte « illisible », « dépassé dans son style, rigide dans sa présentation », il n'en porte pas moins « une charge symbolique forte » qui explique sa forte présence parmi les ouvrages possédés et les nombreuses pages qui lui sont consacrées dans les ouvrages consacrés à la littérature bretonne. Selon elle, la continuelle séduction du texte s'explique par sa « charge de révolte » : « Tout est révolte : contre la bourgeoisie, contre les faux pauvres, contre l'argent, contre l'indifférence en matière de religion, contre le matérialisme, contre la loi, contre l'imprimerie, contre le protestantisme, contre la Révolution, contre la monarchie absolue, contre l'Empire (...) [le Barzaz-Breiz] est un réservoir symbolique de révolte ».
De nombreuses œuvres, y compris contemporaines, ont été inspirées par le Barzaz Breiz dans le domaine de la poésie, du théâtre, de la musique et de la peinture. Plusieurs de ses chants sont parmi les plus populaires des chants bretons et repris par les grands noms de la chanson bretonne. Le Barzaz Breiz est étudié en tant qu'œuvre littéraire dans les universités bretonnes et inscrit régulièrement aux programmes de licence ou CAPES de breton.

## Le fonds d'archives de Théodore Hersart de La Villemarqué
Le Conseil départemental du Finistère, avec l'aide financière de la région Bretagne, de la Drac et de la ville de Quimperlé, a acheté en 2018 auprès de ses descendants le fonds d'archives de La Villemarqué, qui était jusque-là conservé dans le manoir de Keransquer à Quimperlé.
Ce fonds comprend notamment les 1 650 livres de la bibliothèque de La Villemarqué, dont un livre très rare datant de 1542 et dont il n'existe que 3 exemplaires connus : Coutumes générales du païs et duché de Bretagne.
Grâce à Fañch Postic et Nelly Blanchard, dans le cadre du CRBC (Centre de recherche bretonne et celtique), ce fonds d'archives est progressivement classé, numérisé et traduit en français.
On y trouve notamment les correspondances de La Villemarqué avec George Sand et Charles De Gaulle (l'oncle du général De Gaulle).

## Œuvres
- « Barzas-Breiz ». Chants populaires de la Bretagne, recueillis et publiés avec une traduction française, des éclaircissements, des notes et les mélodies originales, Paris, Charpentier, 1839, 2 vol. in-8° et 12 pages de musique (rééd. sous le nom « Barzaz-Breiz », Paris, Delloye, 1845, 2 vol. in-18, musique ; Paris, Didier, 1867, In-8°, LXXXIV-542 pages et XLIV pages de musique ; nombreuses réimpressions).
- Contes populaires des anciens Bretons, précédés d'un Essai sur l'origine des épopées chevaleresques de la Table ronde, Paris, W. Coquebert, 1842, 2 tomes en 1 vol. in-8°.
- Essai sur l'histoire de la langue bretonne, précédé d'une étude comparée des idiomes bretons et gaëls, Paris, A. Franck, 1847, In-4°, LXVI pages.
- Dictionnaire breton-français de Le Gonidec, précédé de sa Grammaire bretonne, et enrichi d'un avant-propos, d'additions et des mots gallois et gaëls correspondants au breton, par Th. Hersart de La Villemarqué. - Dictionnaire français-breton de Le Gonidec, enrichi d'additions et d'un Essai sur l'histoire de la langue bretonne, par Th. Hersart de La Villemarqué, Saint-Brieuc, L. Prud'homme, 1847-1850, 2 vol. in-4°.
- La Légende celtique, en Irlande, en Cambrie et en Bretagne ; suivie des textes originaux irlandais, gallois et bretons, rares ou inédits, Saint-Brieuc, L. Prud'homme, 1859, In-18, XXII-333 pages (rééd. Paris, Didier, 1864, In-18, LXIV-336 pages).
- Les bardes bretons, poèmes du VIe siècle : traduits pour la 1re fois en français avec le texte en regard revu sur les manuscrits, Paris, Didier, 1860, in-8°, 12-XCII-456 pages.
- Myrdhinn ou l'Enchanteur Merlin. Son histoire, ses œuvres, son influence, Paris, Didier, 1862, in-8°, XII-435 pages, lire en ligne sur Gallica, Lire en ligne.
- Le Grand mystère de Jésus : passion et résurrection : drame breton du Moyen Âge avec une étude sur le théâtre chez les nations celtiques, Paris, Didier, 1865, CXXXVI-263 pages, in-8° (rééd. Paris, Didier, 1866, In-18).

## Archives
Le fonds La Villemarqué est conservé par la famille. Une copie papier des archives, dont le dossier Barzaz-Breiz, se trouve au Centre de recherche et de documentation sur la littérature orale de Kernault (Centre de recherche bretonne et celtique, Université de Bretagne occidentale).

## Hommages
Théodore Hersart de La Villemarqué a donné son nom à un établissement scolaire de Bretagne :
- Le collège public de Quimperlé dans le Finistère.

Des rues Hersart de la Villemarqué existent notamment à Quimperlé, Rennes, Vannes, Saint-Malo, Lannion, Pontivy, Ploudaniel, Cordemais, Saint-Étienne-de-Montluc, Vigneux-de-Bretagne.
En 1995, la Ville de Quimperlé érigea sur la place Lovignon au bord de l'Ellé, une statue en laiton pour lui rendre hommage, à l'occasion du centenaire de sa mort. Elle est due au sculpteur finistérien Roger Joncourt, qui l'a représenté en collecteur de chants populaires.